# Waikato Times
Die Waikato Times ist Neuseelands fünftgrößte regional erscheinende Tageszeitung. Die Zeitung gehört heute zum Fairfax Media-Konzern, hat aber ihren redaktionellen Sitz noch in Hamilton.

## Geschichte
Die erste Ausgabe der Waikato Times erschien am 2. Mai 1872 mit dem Zusatz and Thames Valley Gazette im Zeitungslogo. Ihre Herausgeber waren George Jones und Henry Holloway, zwei erfahrene Zeitungsmacher aus Neuseeland, die anfänglich das Blatt in Ngāruawāhia für den Waikato District produzierten.
1875 verlegten sie den Sitz der Zeitung nach Hamilton und nannten sie von da ab nur noch Waikato Times. Zeitgleich wechselten die Besitzverhältnisse, Jones verließ das Blatt und zusammen mit dem Rechtsanwalt Frederick Whitaker aus Auckland übernahm die Bank of New Zealand fortan die Kontrolle des Zeitungshauses.
1878, noch im Besitz der Bank, führte George Edgecumbe, ein Lokalpolitiker, die Geschäfte des Blattes, doch trennten sich 1896 die Bank von ihm und verkaufte die Times an James Shiner Bond, einem späteren Bürgermeister von Hamilton und Besitzer des Waikato Advocate. Edgecumbe gründete als Reaktion daraufhin den Waikato Argus. Bond hingegen führte seinen Waikato Advocate mit der Times zusammen und gab seine neue Zeitung unter dem Namen der Waikato Times als Abendblatt heraus.
Nach 20-jähriger Konkurrenz wurden der Waikato Argus und die Times schließlich am 10. September 1915 zusammengeführt und unter dem Namen Waikato Times als unabhängige Tageszeitung weitergeführt.

## Heute
Seit 2003 gehört die Waikato Times dem australischen Medienkonzerns Fairfax Media, der in dem Jahr das Blatt zusammen mit 14 weitere neuseeländische Zeitungen und Medienunternehmen zuerst unter der INL Publishing Limited zusammenführte und später direkt in die Fairfax Media integrierte.
Nachdem bereits im Jahr 2003 die Samstagsausgabe der Zeitung von der abendlichen Erscheinungsweise auf die Morgenausgabe umgestellt wurde, geschah dies für die in der Woche erscheinenden Ausgaben erst ab dem 5. September 2011.